# طرخشقون سنتنيسي
الطرخشقون السنتنيسي أو طرخشقون سنتنيس (باللاتينية: Taraxacum sintenisii) هو نوع نباتي يتبع جنس الطرخشقون من الفصيلة النجمية.

## البيئة والانتشار
موطنه بلاد الشام وتركيا.